# Sławka Mała
Sławka Mała (nime. Klein Schläfken) – wieś w Polsce położona w województwie warmińsko-mazurskim, w powiecie nidzickim, w gminie Kozłowo.
W latach 1975–1998 miejscowość administracyjnie należała do województwa olsztyńskiego.